# H-II Transfer Vehicle
L'H-II Transfer Vehicle (HTV), soprannominato Kounotori (こうのとり?, Kōnotori, "cicogna bianca"), è stata una navetta cargo giapponese. Ha contribuito al trasporto dei rifornimenti della Stazione spaziale internazionale assieme al cargo russo Progress, alla navetta cargo europea ATV (Automated Transfer Vehicle), al veicolo Cygnus di orbital ATK e al cargo Dragon di SpaceX.
Costruita interamente dalla JAXA, l'Agenzia Spaziale Giapponese, ha avuto il suo lancio inaugurale il 10 settembre 2009 quando HTV-1 ha lasciato il Tanegashima Space Center in Giappone per effettuare il berthing, con l'aiuto del braccio robotico Canadarm2 (Space Station Remote Manipulator System), alla ISS il 28 settembre 2009. HTV-1 è stato posizionato ad un portello del Nodo Harmony.

## Design

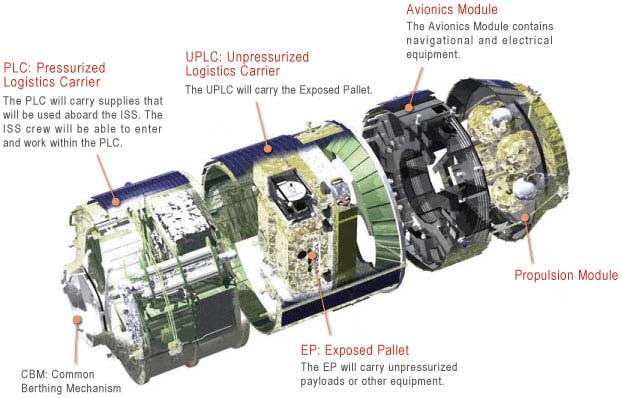
Struttura tipica della navetta

L'HTV ha circa 10 m di lunghezza (comprese i motori di manovra ad una estremità) e 4,4 m di diametro. La massa totale raggiunge le 10,5 tonnellate, con 6000 kg (13.000 libbre) di carico utile. HTV era un veicolo semplice e più grande della navicella Progress attualmente utilizzata dalla Russia per portare rifornimenti alla stazione, dal momento che non possedeva un sistema complesso di docking e approccio. Invece, l'HTV si avvicinava alla stazione per consentire la procedura di berthing, nella quale veniva catturata da parte del Canadarm2, che effettua la posizionava sul portello del modulo Harmony.
HTV poteva trasportare rifornimenti in una combinazione di due diversi "segmenti" che possono essere incollati tra loro. Uno era costituito da una stiva che comprende un portello di aggancio ad una estremità per consentirne l'accesso come in un normale modulo pressurizzato della stazione. Era stato progettato specificamente per portare otto International Standard Payload Rack (ISPRs) in totale. A seguito del pensionamento dello Space Shuttle nel 2011, HTV divenne l'unico veicolo in grado di trasportare questi rack sulla ISS. Essa possedeva anche un serbatoio per fornire fino a 300 kg di acqua alla stazione. Il secondo segmento era un po' più lungo del primo segmento. Si trattava di una stiva non pressurizzata, che comprendeva uno sportello laterale per permetterne l'accesso e lo scarico in modalità remota tramite i bracci robotici della stazione.
La configurazione di base, nota come Mixed Logistics Carrier, era composta di un segmento pressurizzato e di uno non pressurizzato. Se venivano invece utilizzati insieme due segmenti pressurizzati il carico diminuisce leggermente così come la lunghezza.
La propulsione dell'HTV veniva utilizzata per le manovre orbitali di avvicinamento alla Stazione Spaziale Internazionale durante la fase di rendezvous così come per la manovra di deorbit successivamente all'unberthing dalla stazione, mentre i razzi di manovra servono per controllarne l'orientamento e la posizione. La HTV possedeva quattro propulsori principali di classe 500 N e 28 propulsori di controllo d'assetto di classe 110 N. Entrambi utilizzavano bipropellente, vale a dire monometilidrazina (MMH) come combustibile e le miscele di ossidi di azoto (MON3) come ossidante.
Entrambi i tipi di propulsori erano prodotti da Aerojet, il modello R-4D era impiegato per i propulsori principali, patrimonio del programma Apollo e quelli secondari erano di tipo R-1E. La HTV trasportava circa 2400 kg di propellente in quattro serbatoi.

## Missione tipo
Una tipica missione dell'HTV iniziava con l'immissione in orbita grazie al lanciatore giapponese H-IIB dal Tanegashima Space Center. Nel giro di qualche giorno venivano avviate le procedure di rendezvous, che consistevano nell'avvicinamento alla Stazione spaziale internazionale con una serie di fasi tra punti di controllo e verifica in cui l'HTV veniva fatto fermare. Una volta arrivato nelle vicinanze della Stazione Spaziale Internazionale veniva effettuato il berthing dell'HTV, tramite il braccio robotico Canadarm2 presente sulla stessa che catturava la navetta e la posizionava su uno dei portelli liberi sul modulo statunitense Harmony. L'HTV rimaneva quindi agganciato alla Stazione Spaziale Internazionale per circa 2 mesi durante i quali veniva scaricato del carico utile, che era trasferito sulla Stazione e contemporaneamente riempito di rifiuti.
Al termine della missione si effettuava l'unberthing della navetta, che successivamente rientrava nell'atmosfera per una distruzione controllata sopra l'Oceano Pacifico, in maniera simile a quanto avveniva per l'Automated Transfer Vehicle.

## Lista di missioni HTV
| Missione | Stemma                                        | Navetta     | Lanciatore | Data di lancio          | Data di termine missione | Esito missione |
| -------- | --------------------------------------------- | ----------- | ---------- | ----------------------- | ------------------------ | -------------- |
| HTV-1    |                                               | Kounotori 1 | H-IIB 304  | 10 settembre 2009 17:01 | 1 novembre 2009 21:26    | Riuscito       |
| HTV-1    | Prima missione cargo della nuova navetta HTV. |             |            |                         |                          |                |
| HTV-2    |                                               | Kounotori 2 | H-IIB F2   | 22 gennaio 2011 05:37   | 30 marzo 2011 21:26      | Riuscito       |
| HTV-2    |                                               |             |            |                         |                          |                |
| HTV-3    |                                               | Kounotori 3 | H-IIB F3   | 21 luglio 2012 02:06    | 14 settembre 2012 05:27  | Riuscito       |
| HTV-3    |                                               |             |            |                         |                          |                |
| HTV-4    |                                               | Kounotori 4 | H-IIB F4   | 3 agosto 2013 19:48     | 7 settembre 2013 06:37   | Riuscito       |
| HTV-4    |                                               |             |            |                         |                          |                |
| HTV-5    |                                               | Kounotori 5 | H-IIB F5   | 29 settembre 2015 20:33 | 19 agosto 2015 11:50     | Riuscito       |
| HTV-5    |                                               |             |            |                         |                          |                |
| HTV-6    |                                               | Kounotori 6 | H-IIB F6   | 9 dicembre 2016 13:26   | 5 febbraio 2017          | Riuscito       |
| HTV-6    |                                               |             |            |                         |                          |                |
| HTV-7    |                                               | Kounotori 7 | H-IIB F7   | 22 settembre 2018 17:52 | 10 novembre 2018         | Riuscito       |
| HTV-7    |                                               |             |            |                         |                          |                |
| HTV-8    |                                               | Kounotori 8 | H-IIB F8   | 24 settembre 2019 16:05 | 3 novembre 2019 02:09    | Riuscito       |
| HTV-8    |                                               |             |            |                         |                          |                |
| HTV-9    |                                               | Kounotori 9 | H-IIB F9   | 20 maggio 2020 17:31    | 20 agosto 2020 07:07     | Riuscito       |
| HTV-9    |                                               |             |            |                         |                          |                |

## HTV-X
Nel maggio 2015 è stata annunciata l'evoluzione della HTV, chiamata HTV-X. Questa versione avrà la possibilità di essere riutilizzata riducendo i costi, ma riducendo la massa al lancio da 16,5 t a 15,5 t e aumentando la massa di carico da 6 t a 7,2 t (contando il peso netto con il supporto escluso, da 4,0 a 5,85 t). L'HTV-X sarà costituito da tre moduli: uno pressurizzato di lunghezza non superiore a 3,5 m con l'aggiunta di un portello laterale per consentire di caricare anche se posto sul razzo; un modulo di servizio centrale lungo 2,7 m con due pannelli solare dalla potenza di 1 kW, rispetto agli 0,2 kW sull'HTV, oltre a delle batterie da 3 kW invece di 2 kW; il terzo modulo è di carico non pressurizzato, della lunghezza di 3,8 m permettendo di espandere ulteriormente le capacità della navetta. La lunghezza totale sarà di 6,2 m o 10 m compreso il modulo non pressurizzato.